# Sewardov polotok
Sewardov polotok (angleško Seward Peninsula) je velik polotok na severozahodni obali ameriške zvezne države Aljaska. Meji na sever Beringovega morja, leži pa južno od severnega tečajnika in Čukotskega morja. Ima površino približno 53.400 km², širok je približno 210 kilometrov in dolg približno 290 kilometrov.
Sewardov polotok je ostanek Beringije, prazgodovinskega kopenskega mostu, ki je bil povezava med Azijo in Severno Ameriko. Po nekaterih prepričanjih so po tej poti med zadnjo ledeno dobo potekale številne selitve rastlin in živali med tema dvema celinama. Skrajna zahodna točka Sewardovega polotoka je Rt waleškega princa, ki leži na obali Beringovega preliva. Na nasprotni strani Beringovega preliva leži Čukotski polotok, ki je najbolj vzhodna celinska točka Rusije in Azije. Razdalja med Rtom waleškega princa in skrajno vzhodno točko Čukotskega polotoka na Dežnjovovem rtu znaša približno 85 kilometrov. Sredi Beringovega preliva sta Diomedova otoka.
Sewardov polotok je, skupaj s polotokom Kenai in Aljaškim polotokom, eden treh večjih polotokov na severozahodni obali Aljaske. Glede na lego je najsevernejši med njimi. Poimenovan je bil po 24. državnem sekretarju Združenih držav Amerike Williamu Henryju Sewardu, ki si je prizadeval za odkup Aljaske od Rusije leta 1867.

## Geografija in geologija
Sewardov polotok ima več geoloških značilnosti. Devil Mountain Lakes na njegovem severu so največja skupina vulkanskih jezer na svetu. So del vulkanskega polja Espenberg, nastala pa so zaradi podtalne eksplozije pare pred približno 21.000 leti. Na severu najdemo tudi skupino jezer Killeak in jezero White Fish, katerih lastnosti so primerljive. Na Sewardovem polotoku je tudi v sedanjosti več vrelcev, še en ostanek ognjeniške dejavnosti pa je polje strjene lave, imenovano Lost Jim Lava Flow, ki je nastalo pred več kot enim tisočletjem.
Na jugu Sewardovega polotoka so štiri gorovja, katerih povprečna nadmorska višina je okrog 600 metrov. Nekaj vrhov je višjih od 900 metrov nad morjem. Največje gorovje je Kigluaik, katerega del je tudi najvišji vrh na Sewardovem polotoku, Mount Osborn, ki ima nadmorsko višino 1437 metrov. Ostala tri gorovja so Bendeleben, Darby in York. Na območju gorovja Bendeleben so vidni sledi premikanja tektonskih plošč, ki je prispevalo k nastanku vzpetin.
Reke so številne, med najdaljše pa štejejo Koyuk, Kuzitrin, Niukluk, Fish, Tubuktilik, Kiwalik, Buckland in Agiupuk. Večinoma zmrznejo sredi oktobra, tajanje ledu pa poteka v drugi polovici maja.

## Prebivalstvo in okolje
Največje naselje na Sewardovem polotoku je Nome, ki leži na njegovi južni obali. Začetki tega naselja segajo v zlato mrzlico in leto 1898, ko se je hitro razvilo. Po popisu prebivalstva iz leta 1900 je imelo 12.488 prebivalcev in bilo največje naselje na Aljaski, po neuradnih ocenah pa je v njem živelo celo 20.000 ljudi, preden je število prebivalcev proti letu 1903 začelo naglo upadati, saj so bili izčrpani lahko dostopni naravni viri. Danes Nome ima približno 3500 prebivalcev ter je edino naselje na Sewardovem polotoku, kjer živi več kot tisoč ljudi. Obstajajo številna druga naselja, ki imajo bodisi nekaj deset ali nekaj sto prebivalcev.
Večja naselja Sewardovega polotoka so večinoma povezana s pomočjo manjših letališč. Nome je z nekaj naselij povezan tudi s cestami, vendar pa le do oddaljenosti približno 140 kilometrov. Kopenskih povezav z večjimi mesti na Aljaski ni. Nome je od največjega mesta Anchorage oddaljen približno 870 kilometrov. Reke omogočajo lažjo pot do številnih težko dostopnih predelov Sewardovega polotoka ter so pomembna povezava za lov in ribolov, tako za prebivalce kot za turiste.
V rekah Sewardovega polotoka najdemo številne vrste rib, vključno z več vrstami lososa in ozimice, ščuko, menkom (Lota lota), postrvjo z znanstvenim imenom Salvelinus malma in arktičnim lipanom (Thymallus arcticus). Sewardov polotok je severna meja življenjskega prostora črne smreke (Picea mariana), ki je najbolj pogosto višje drevo v teh predelih Severne Amerike.
Od leta 1892, ko so bili iz vzhodne Sibirije prineseni prvi osebki losov, je bil Sewardov polotok osrednje območje za rejo teh živali na Aljaski. Njegova gorata krajina je bila primerna za to dejavnost, ker je zmanjšala verjetnost mešanja losov iz reje z divjimi losi. Kljub temu so se številni losi iz reje med poletnimi selitvami leta 1997 priključili čredam divjih losov in odšli, nakar je ta panoga na Sewardovem polotoku zamrla.
Obalna straža Združenih držav Amerike ima postajo LORAN v kraju Port Clarence na jugu Sewardovega polotoka, medtem ko je približno enajst kilometrov od Rta waleškega princa radarska postaja Vojnega letalstva Združenih držav Amerike, znana pod vzdevkom »Tin City«.